# Carretera Federal 131
La Carretera Federal 131 es una carretera federal de México .  La Carretera Federal 131 esta dividida en dos tramos : el tramo norte va desde Teziutlán, Puebla, hasta Perote, Veracruz. El tramo sur, esta ubicado en su totalida en el estado de Oaxaca, el segundo tramo parte desde Oaxaca de Juárez,, hasta Puerto Escondido.   